# Troglophiloscia belizensis
Troglophiloscia belizensis là một loài chân đều trong họ Philosciidae. Loài này được Schultz miêu tả khoa học năm 1984.